# میسی استلا
میسی جود ماریون استلا (زاده ۱۳ دسامبر ۲۰۰۳) خواننده و بازیگر کانادایی است. او برای بازی در نقش دافنه کنراد در مجموعه تلویزیونی موزیکال نشویل (۲۰۱۲–۲۰۱۸) شناخته شده‌است. در سال ۲۰۱۷، او اولین آهنگ انفرادی خود با نام "Riding Free" را برای موسیقی متن مجموعه انیمیشن Spirit Riding Free محصول استودیو دریم ورکس منتشر کرد.

## زندگی و حرفه

### ۲۰۰۳–۲۰۱۱: اوایل زندگی
استلا در ۱۳ دسامبر ۲۰۰۳ در اوشاوا، انتاریو به دنیا آمد. پدر و مادر او مریلین و برد استلا هستند که اعضای دوئت کانتری استلا هستند. او یک خواهر بزرگتر به نام لنون استلا دارد.

### ۲۰۱۲–۲۰۱۸: نشویل و لنون و میسی
استلا نقش موفقیت‌آمیز خود را با بازی در نقش دافنه کنراد در سریال تلویزیونی درام موزیکال نشویل (۲۰۱۲–۲۰۱۸) داشت، جایی که او در کنار خواهرش لنون استلا بازی می‌کرد. این سریال در ۱۰ اکتبر ۲۰۱۲ برای اولین بار پخش شد و آخرین قسمت آن در ۲۶ ژوئیه ۲۰۱۸ پخش شد.
در طول مدت حضورش در نشویل، او همچنین در کنار خواهر بزرگترش لنون استلا در دوئت موسیقی کانتری لنون و میسی اجرا می‌کرد که عمدتاً کاور آهنگ‌ها را اجرا می‌کردند.

### کار انفرادی
در سال ۲۰۱۶، استلا در مجموعه وب یوتیوب We Are Savvy ظاهر شد. سال بعد، استلا اولین تک‌آهنگ انفرادی خود را با نام «Riding Free» برای موسیقی متن مجموعه انیمیشن Spirit Riding Free محصول استودیو دریم ورکس منتشر کرد.
در سال ۲۰۱۷، استلا همچنین به عنوان داور مهمان در یک قسمت از سرآشپز برتر جونیور ظاهر شد.

#### حادثه استاکر
در نوامبر ۲۰۱۸، یک مرد ۴۱ ساله به نام جاشوا اندرو استیون فاکس، پس از یک سال تعقیب استلا توسط پلیس مترو نشویل دستگیر شد. به گفته پلیس، تماس زمانی شروع شد که او از طریق وب سایت آنها با خانواده استلا تماس گرفت و اظهار داشت که از میامی به نشویل نقل مکان کرده‌است تا «با خانواده باشد».
در ۸ نوامبر ۲۰۱۸، اف‌بی‌آی با فاکس- پس از اینکه فاکس ظاهراً یک «دعوت‌نامه جنسی» برای استلا ارسال کرده بود- در یک کافه Panera Bread در نزدیکی دانشگاه وندربیلت ملاقات کرد و به او دستور داد تا تمام تماس‌های خود را با خانواده استلا متوقف کند. فاکس پس از غیرفعال کردن موقت تمام حساب‌های شبکه‌های اجتماعی خود، آنها را دوباره فعال کرد و به گفته پلیس، پیام‌ها و ویدئوهایی را برای استلا ۸۵ ارسال کرد، از جمله مواردی که ماهیت جنسی داشتند.
طی چند روز آینده، فاکس تصویر زنی را که او با اسلحه ربوده و مورد تجاوز قرار داده بود به استلا فرستاد. زن حادثه را روز بعد گزارش داد و فاکس در اشویل، کارولینای شمالی دستگیر شد. او سپس به شهرستان اسمیت، تنسی منتقل شد تا با اتهامات تجاوز جنسی و آدم‌ربایی روبرو شود. چندی بعد او به با قرار وثیقه ۸۰۰۰۰ دلاری از بازداشت آزاد شد.

## فیلم‌شناسی
| سال       | عنوان              | نقش         | یادداشت                                | Ref.   |
| --------- | ------------------ | ----------- | -------------------------------------- | ------ |
| ۲۰۱۲–۲۰۱۸ | نشویل              | دافنه کنراد | نقش تکراری (فصل ۱)؛ نقش اصلی (فصل ۲–۶) | [ ۱۱ ] |
| ۲۰۱۶      | ما باهوش هستیم     | خودش        | سری وب                                 | [ ۱۲ ] |
| ۲۰۱۷      | سرآشپز برتر جونیور | خودش        | داور مهمان                             | [ ۱۳ ] |
| ۲۰۱۷–۲۰۱۸ | روح سواری رایگان   | صداها       | ۳ قسمت                                 | [ ۱۴ ] |